# Liste der Mitglieder des US-Repräsentantenhauses aus Oklahoma

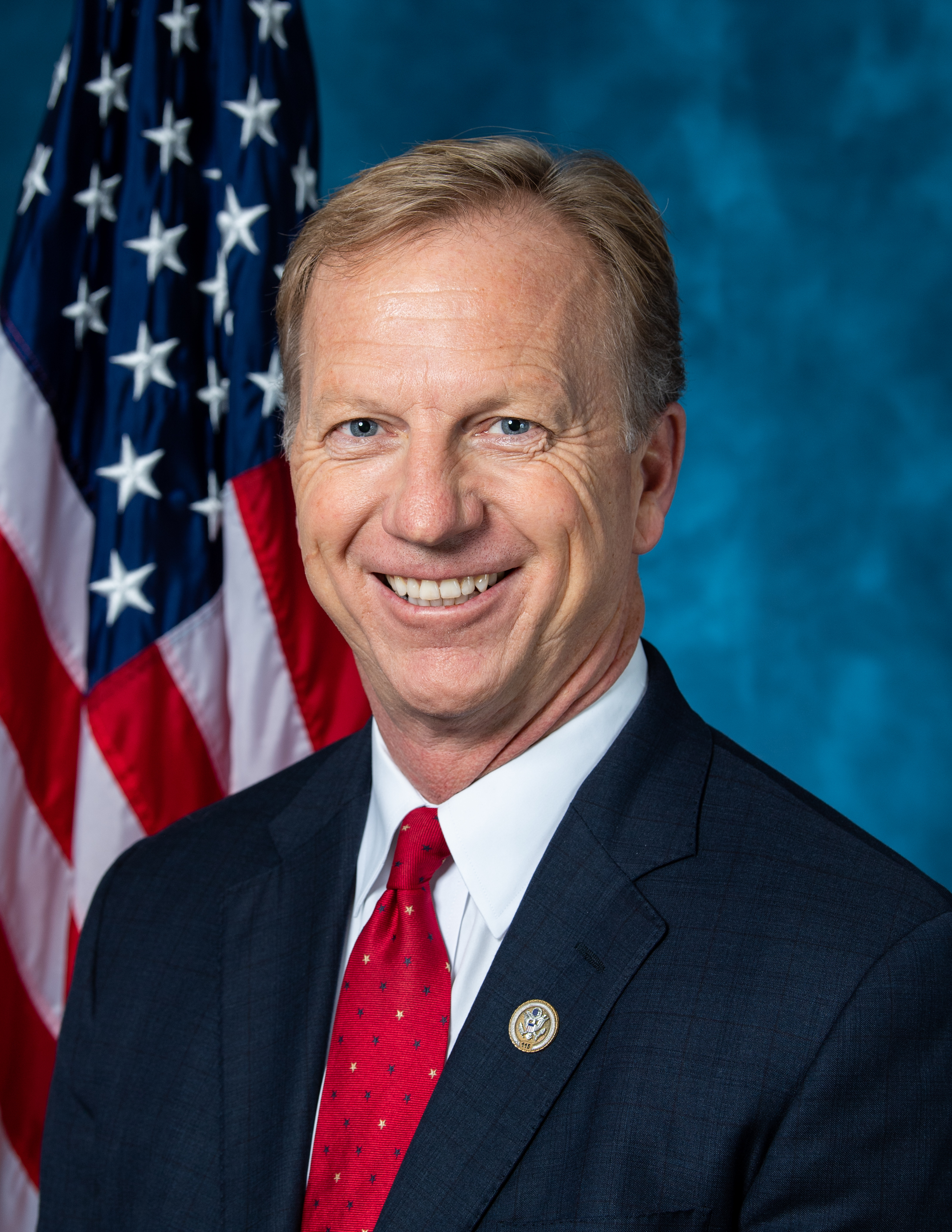
Kevin Hern, derzeitiger Vertreter des ersten Kongresswahlbezirks von Oklahoma

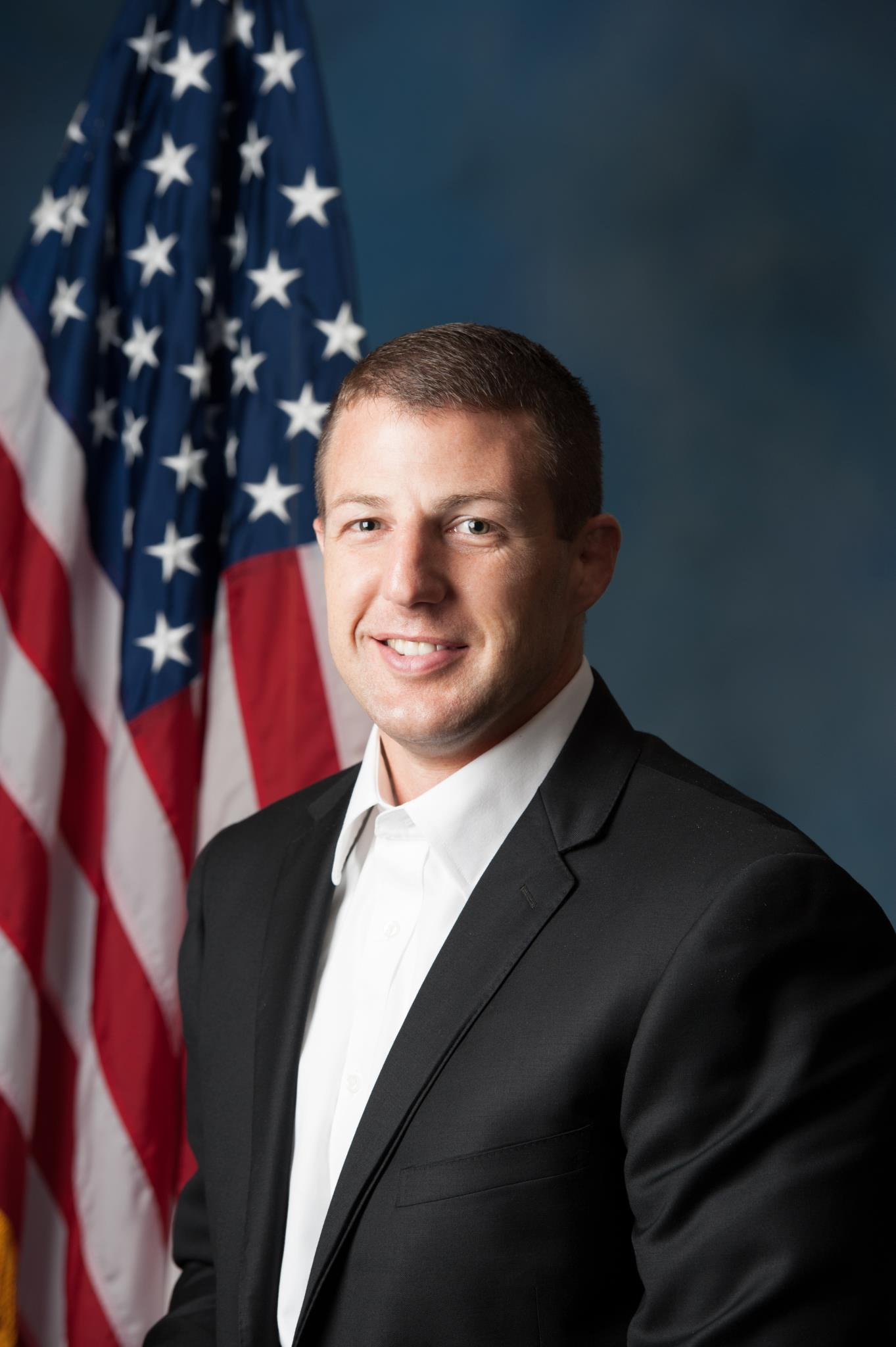
Markwayne Mullin, derzeitiger Vertreter des zweiten Kongresswahlbezirks von Oklahoma

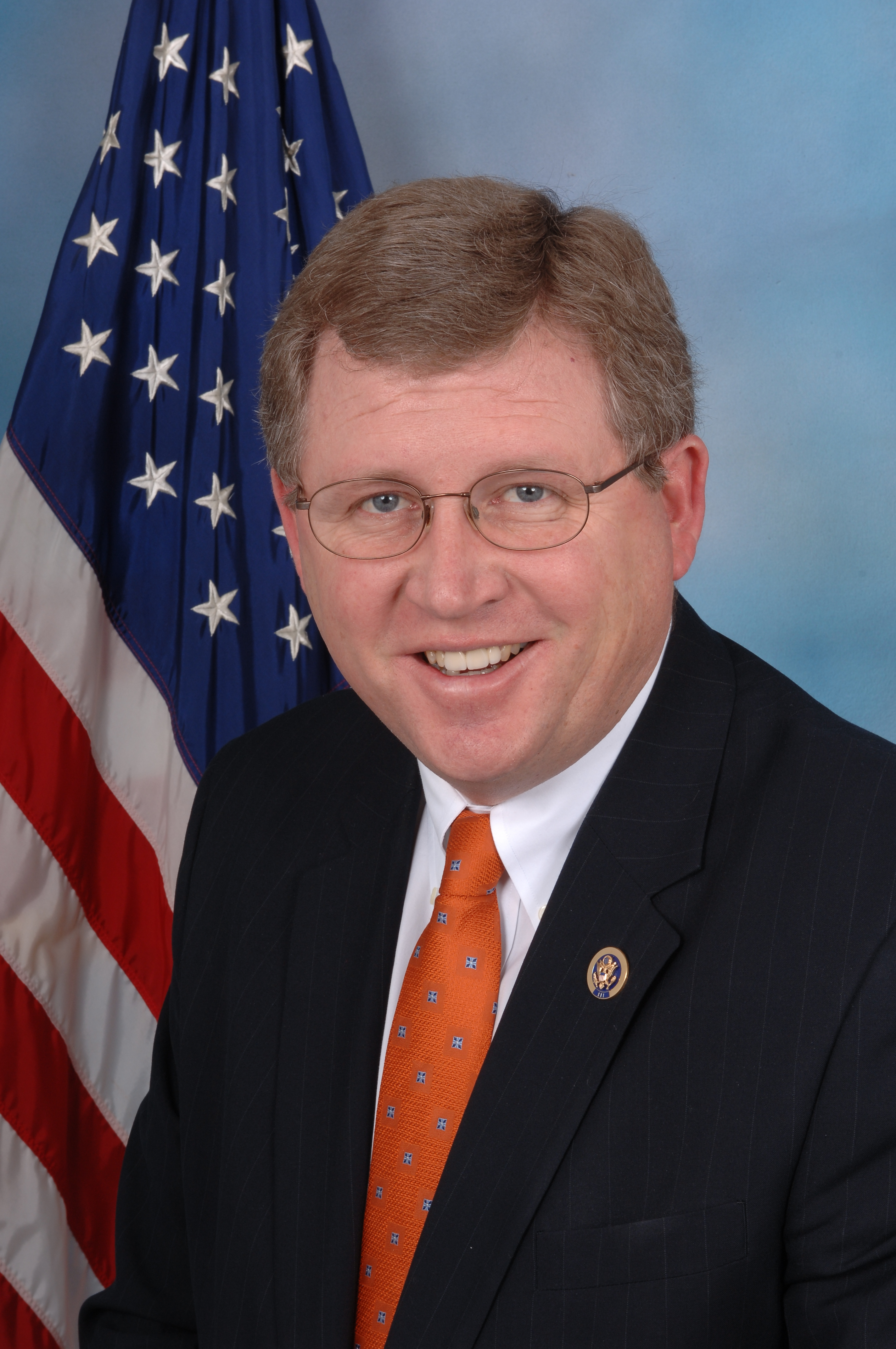
Frank Lucas, derzeitiger Vertreter des dritten Kongresswahlbezirks von Oklahoma

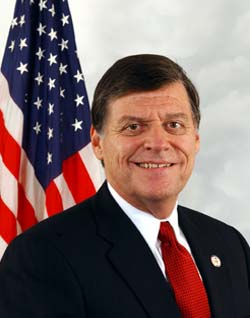
Tom Cole, derzeitiger Vertreter des vierten Kongresswahlbezirks von Oklahoma

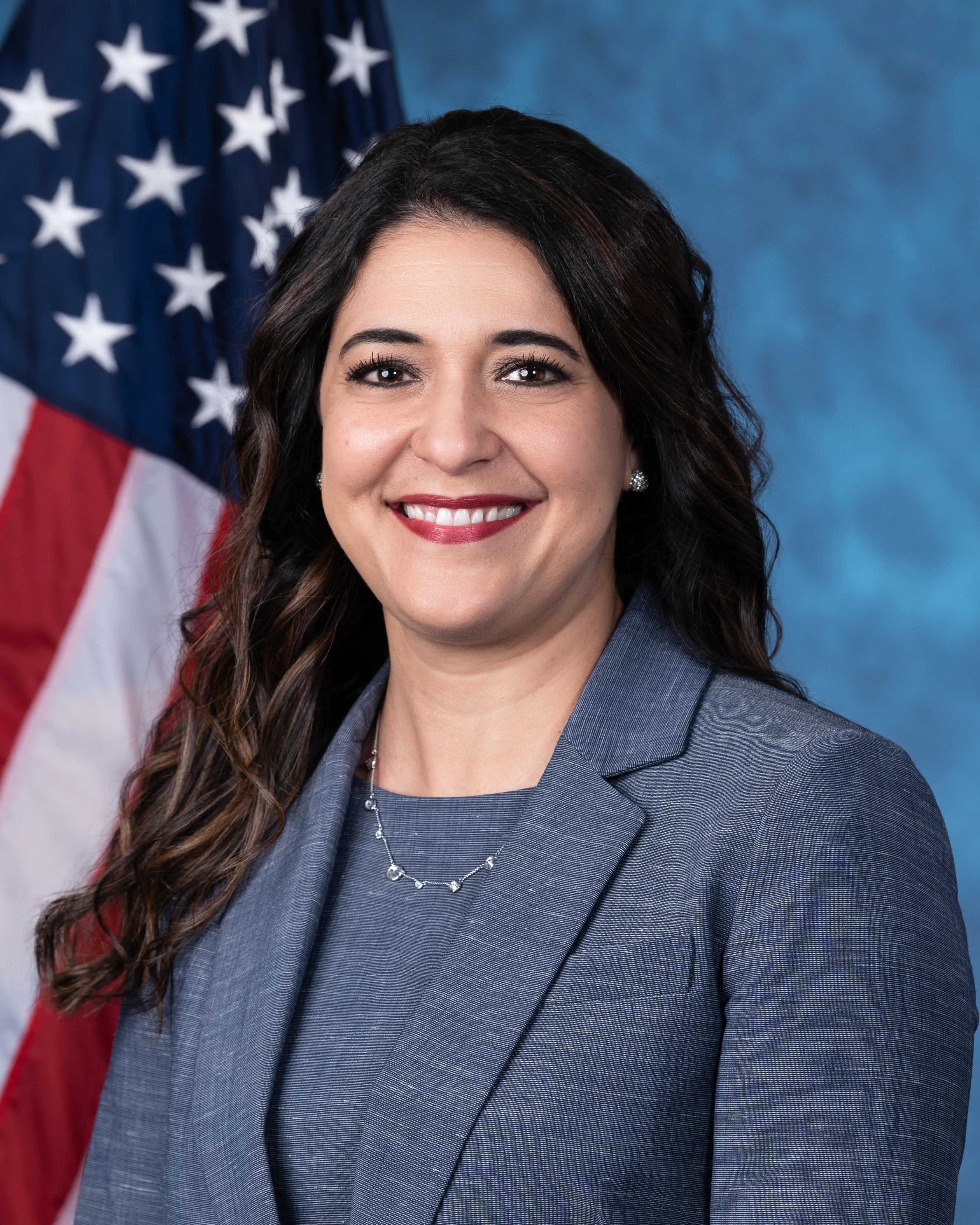
Stephanie Bice, derzeitige Vertreterin des fünften Kongresswahlbezirks von Oklahoma

Diese Liste führt alle Politiker auf, die seit 1890 für das Oklahoma-Territorium und später für den Bundesstaat Oklahoma dem Repräsentantenhaus der Vereinigten Staaten angehört haben. Nach der Staatsgründung im Jahr 1907 stellte Oklahoma zunächst fünf Abgeordnete in Washington; später waren es zeitweise sogar neun. Seit der Anpassung im Jahr 2003 auf Basis einer Volkszählung beträgt die Anzahl der Abgeordneten derzeit wieder fünf. Die Wahl erfolgte in der Regel getrennt nach Wahlbezirken; anders war dies lediglich 1913, als drei Sitze staatsweit („at large“) vergeben wurden, sowie zwischen 1933 und 1943 mit einem At-large-Mandat.

## Delegierte des Oklahoma-Territoriums (1890–1907)
| Name                   | Amtszeit                        | Partei            |
| ---------------------- | ------------------------------- | ----------------- |
| David Archibald Harvey | 4. November 1890 – 3. März 1893 | Republikaner      |
| Dennis Thomas Flynn    | 4. März 1893 – 3. März 1897     | Republikaner      |
| James Yancy Callahan   | 4. März 1897 – 3. März 1899     | Free Silver Party |
| Dennis Thomas Flynn    | 4. März 1899 – 3. März 1903     | Republikaner      |
| Bird Segle McGuire     | 4. März 1903 – 3. März 1907     | Republikaner      |

## 1. Sitz (seit 1907)
| Name                        | Amtszeit                             | Partei       |
| --------------------------- | ------------------------------------ | ------------ |
| Bird Segle McGuire          | 16. November 1907 – 3. März 1915     | Republikaner |
| James Sanford Davenport     | 4. März 1915 – 3. März 1917          | Demokrat     |
| Thomas Alberter Chandler    | 4. März 1917 – 3. März 1919          | Republikaner |
| Everette Burgess Howard     | 4. März 1919 – 3. März 1921          | Demokrat     |
| Thomas Alberter Chandler    | 4. März 1921 – 3. März 1923          | Republikaner |
| Everette Burgess Howard     | 4. März 1923 – 3. März 1925          | Demokrat     |
| Samuel James Montgomery     | 4. März 1925 – 3. März 1927          | Republikaner |
| Everette Burgess Howard     | 4. März 1927 – 3. März 1929          | Demokrat     |
| Charles O’Connor            | 4. März 1929 – 3. März 1931          | Republikaner |
| Wesley Ernest Disney        | 4. März 1931 – 3. Januar 1945        | Demokrat     |
| George Blaine Schwabe       | 3. Januar 1945 – 3. Januar 1949      | Republikaner |
| William Franklin Gilmer     | 3. Januar 1949 – 3. Januar 1951      | Demokrat     |
| George Blaine Schwabe       | 3. Januar 1951 – 2. April 1952       | Republikaner |
| Page Henry Belcher          | 3. Januar 1953 – 3. Januar 1973      | Republikaner |
| James Robert Jones          | 3. Januar 1973 – 3. Januar 1987      | Demokrat     |
| James Mountain Inhofe       | 3. Januar 1987 – 15. November 1994   | Republikaner |
| Steven Michael Largent      | 29. November 1994 – 15. Februar 2002 | Republikaner |
| John A. Sullivan            | 15. Februar 2002 – 3. Januar 2013    | Republikaner |
| James Frederick Bridenstine | 3. Januar 2013 – 23. April 2018      | Republikaner |
| Kevin Ray Hern              | 13. November 2018 –                  | Republikaner |

## 2. Sitz (seit 1907)
| Name                          | Amtszeit                         | Partei       |
| ----------------------------- | -------------------------------- | ------------ |
| Elmer Lincoln Fulton          | 16. November 1907 – 3. März 1909 | Demokrat     |
| Dick Thompson Morgan          | 4. März 1909 – 3. März 1915      | Republikaner |
| William Wirt Hastings         | 4. März 1915 – 3. März 1921      | Demokrat     |
| Alice Mary Robertson          | 4. März 1921 – 3. März 1923      | Republikaner |
| William Wirt Hastings         | 4. März 1923 – 3. Januar 1935    | Demokrat     |
| John Conover Nichols          | 3. Januar 1935 – 3. Juli 1943    | Demokrat     |
| William Grady Stigler         | 28. März 1944 – 21. August 1952  | Demokrat     |
| Edmond Augustus Edmondson     | 3. Januar 1953 – 3. Januar 1973  | Demokrat     |
| Clem Rogers McSpadden         | 3. Januar 1973 – 3. Januar 1975  | Demokrat     |
| Theodore Marshall Risenhoover | 3. Januar 1975 – 3. Januar 1979  | Demokrat     |
| Michael Lynn Synar            | 3. Januar 1979 – 3. Januar 1995  | Demokrat     |
| Thomas Allen Coburn           | 3. Januar 1995 – 3. Januar 2001  | Republikaner |
| Bradley Rogers Carson         | 3. Januar 2001 – 3. Januar 2005  | Demokrat     |
| David Daniel Boren            | 3. Januar 2005 – 3. Januar 2013  | Demokrat     |
| Markwayne Mullin              | 3. Januar 2013 –                 | Republikaner |

## 3. Sitz (seit 1907)
| Name                    | Amtszeit                         | Partei       |
| ----------------------- | -------------------------------- | ------------ |
| James Sanford Davenport | 16. November 1907 – 3. März 1909 | Demokrat     |
| Charles Edward Creager  | 4. März 1909 – 3. März 1911      | Republikaner |
| James Sanford Davenport | 4. März 1911 – 3. März 1915      | Demokrat     |
| Charles David Carter    | 4. März 1915 – 3. März 1927      | Demokrat     |
| Wilburn Cartwright      | 4. März 1927 – 3. Januar 1943    | Demokrat     |
| Paul Stewart            | 3. Januar 1943 – 3. Januar 1947  | Demokrat     |
| Carl Bert Albert        | 3. Januar 1947 – 3. Januar 1977  | Demokrat     |
| Wesley Wade Watkins     | 3. Januar 1977 – 3. Januar 1991  | Demokrat     |
| William K. Brewster     | 3. Januar 1991 – 3. Januar 1997  | Demokrat     |
| Wesley Wade Watkins     | 3. Januar 1997 – 3. Januar 2003  | Republikaner |
| Frank Dean Lucas        | 3. Januar 2003 –                 | Republikaner |

## 4. Sitz (seit 1907)
| Name                       | Amtszeit                         | Partei       |
| -------------------------- | -------------------------------- | ------------ |
| Charles David Carter       | 16. November 1907 – 3. März 1915 | Demokrat     |
| William Henry Davis Murray | 4. März 1915 – 3. März 1917      | Demokrat     |
| Thomas Deitz McKeown       | 4. März 1917 – 3. März 1921      | Demokrat     |
| Joseph Colburn Pringey     | 4. März 1921 – 3. März 1923      | Republikaner |
| Thomas Deitz McKeown       | 4. März 1923 – 3. Januar 1935    | Demokrat     |
| Percy Lee Gassaway         | 3. Januar 1935 – 3. Januar 1937  | Demokrat     |
| Lyle Hagler Boren          | 3. Januar 1937 – 3. Januar 1947  | Demokrat     |
| Glen Dale Johnson          | 3. Januar 1947 – 3. Januar 1949  | Demokrat     |
| Thomas Jefferson Steed     | 3. Januar 1949 – 3. Januar 1981  | Demokrat     |
| David Keith McCurdy        | 3. Januar 1981 – 3. Januar 1995  | Demokrat     |
| Julius Caesar Watts        | 3. Januar 1995 – 3. Januar 2003  | Republikaner |
| Thomas Jeffery Cole        | 3. Januar 2003 –                 | Republikaner |

## 5. Sitz (seit 1907)
| Name                     | Amtszeit                           | Partei       |
| ------------------------ | ---------------------------------- | ------------ |
| Scott Ferris             | 16. November 1907 – 3. März 1915   | Demokrat     |
| Joseph Bryan Thompson    | 4. März 1915 – 18. September 1919  | Demokrat     |
| John William Harreld     | 8. November 1919 – 3. März 1921    | Republikaner |
| Fletcher B. Swank        | 4. März 1921 – 3. März 1929        | Demokrat     |
| Ulysses Stevens Stone    | 4. März 1929 – 3. März 1931        | Republikaner |
| Fletcher B. Swank        | 4. März 1931 – 3. Januar 1935      | Demokrat     |
| Joshua Bryan Lee         | 3. Januar 1935 – 3. Januar 1937    | Demokrat     |
| Robert Potter Hill       | 3. Januar 1937 – 29. Oktober 1937  | Demokrat     |
| Gomer Griffith Smith     | 10. Dezember 1937 – 3. Januar 1939 | Demokrat     |
| Almer Stillwell Monroney | 3. Januar 1939 – 3. Januar 1951    | Demokrat     |
| John Jarman              | 3. Januar 1951 – 3. Januar 1977    | Demokrat     |
| Marvin Henry Edwards     | 3. Januar 1977 – 3. Januar 1993    | Republikaner |
| Ernest James Istook      | 3. Januar 1993 – 3. Januar 2007    | Republikaner |
| Mary Fallin              | 3. Januar 2007 – 3. Januar 2011    | Republikaner |
| James Lankford           | 3. Januar 2011 – 3. Januar 2015    | Republikaner |
| Steven Dane Russell      | 3. Januar 2015 – 3. Januar 2019    | Republikaner |
| Kendra Suzanne Horn      | 3. Januar 2019 – 3. Januar 2021    | Demokrat     |
| Stephanie Bice           | 3. Januar 2021 –                   | Republikaner |

## 6. Sitz (1913–2003)
| Name                       | Amtszeit                        | Partei       |
| -------------------------- | ------------------------------- | ------------ |
| William Henry Davis Murray | 4. März 1913 – 3. März 1915     | Demokrat     |
| Scott Ferris               | 4. März 1915 – 3. März 1921     | Demokrat     |
| Lorraine Michael Gensman   | 4. März 1921 – 3. März 1923     | Republikaner |
| John William Elmer Thomas  | 4. März 1923 – 3. März 1927     | Demokrat     |
| Jed Joseph Johnson         | 4. März 1927 – 3. Januar 1947   | Demokrat     |
| Toby Morris                | 3. Januar 1947 – 3. Januar 1953 | Demokrat     |
| Victor Eugene Wickersham   | 3. Januar 1953 – 3. Januar 1957 | Demokrat     |
| Toby Morris                | 3. Januar 1957 – 3. Januar 1961 | Demokrat     |
| Victor Eugene Wickersham   | 3. Januar 1961 – 3. Januar 1965 | Demokrat     |
| Jed Joseph Johnson Jr.     | 3. Januar 1965 – 3. Januar 1967 | Demokrat     |
| James Vernon Smith         | 3. Januar 1967 – 3. Januar 1969 | Republikaner |
| John Newbold Camp          | 3. Januar 1969 – 3. Januar 1975 | Republikaner |
| Glenn Lee English          | 3. Januar 1975 – 7. Januar 1994 | Demokrat     |
| Frank D. Lucas             | 10. Mai 1994 – 3. Januar 2003   | Republikaner |

## 7. Sitz (1913–1953)
| Name                      | Amtszeit                         | Partei   |
| ------------------------- | -------------------------------- | -------- |
| Joseph Bryan Thompson     | 4. März 1913 – 3. März 1915      | Demokrat |
| James Vernon McClintic    | 4. März 1915 – 3. Januar 1935    | Demokrat |
| Samuel Chapman Massingale | 3. Januar 1935 – 17. Januar 1941 | Demokrat |
| Victor Eugene Wickersham  | 1. April 1941 – 3. Januar 1947   | Demokrat |
| Preston Elmer Peden       | 3. Januar 1947 – 3. Januar 1949  | Demokrat |
| Victor Eugene Wickersham  | 3. Januar 1949 – 3. Januar 1953  | Demokrat |

## 8. Sitz (1913–1953)
| Name                     | Amtszeit                        | Partei       |
| ------------------------ | ------------------------------- | ------------ |
| Claude Weaver            | 4. März 1913 – 3. März 1915     | Demokrat     |
| Dick Thompson Morgan     | 4. März 1915 – 4. Juli 1920     | Republikaner |
| Charles Swindall         | 2. November 1920 – 3. März 1921 | Republikaner |
| Manuel Herrick           | 4. März 1921 – 3. März 1923     | Republikaner |
| Milton Cline Garber      | 3. März 1923 – 3. März 1933     | Republikaner |
| Ernest Whitworth Marland | 4. März 1933 – 3. Januar 1935   | Demokrat     |
| Phillip Colgan Ferguson  | 3. Januar 1935 – 3. Januar 1941 | Demokrat     |
| Ross Rizley              | 3. Januar 1941 – 3. Januar 1949 | Republikaner |
| George Howard Wilson     | 3. Januar 1949 – 3. Januar 1951 | Demokrat     |
| Page Henry Belcher       | 3. Januar 1951 – 3. Januar 1953 | Republikaner |

## 9. Sitz (1933–1943)
| Name        | Amtszeit                      | Partei   |
| ----------- | ----------------------------- | -------- |
| Will Rogers | 4. März 1933 – 3. Januar 1943 | Demokrat |